# Viski Balás László
Viski Balás László (Dés, 1909. április 25. – Budapest, 1964. március 29.) festőművész, rajztanár, a Képző- és Iparművészeti Szakközépiskola tantestületének Örökös Tagja.

## Életpálya
Képzőművészeti tanulmányait a kolozsvári Accademia de belle Arte növendékeként kezdte meg. 1928-ban fél évig a Magyar Iparművészeti Főiskolán tanult. 1929-1934 között a Magyar Képzőművészeti Főiskola növendéke, mesterei Csók István és Vaszary János voltak. 1934-től szerepelt kiállításokon, 1939-ben a Nemzeti Kamaraszínház Madách Imre: Az ember tragédiája előadásának díszleteit tervezte. 1949-től haláláig a budapesti Képző- és Iparművészeti Gimnázium tanáraként dolgozott. Tanítványai: Birkás Ákos, Göbölyös Gyula, Gyémánt László, Konkoly Gyula, Kóka Ferenc, Lakner László, Méhes László, Veress Sándor László 1964. március 29-én az Ernst Múzeum kiállítási termében, festményei között, gyűjteményének utolsó nyitvatartási napján érte a halál. A Viski Balás-tárlat szabályosan nyitva tartott még este hétig. Déltől már mint emlékkiállítás.

## Kiállítások
- 1947 • Régi Műcsarnok, Budapest
- 1956 • Csók Galéria, Budapest
- 1964 • Ernst Múzeum, Budapest
- 1995 • Viski Balás László és tanítványai, Budapest Galéria, Budapest
- 2014 • "Egyszer volt..." Kóka Ferenc Művészeti Alapítvány, Budapest[5]